# Alexander Stanhope
Alexander Stanhope (1638 – 20 septembre 1707) est un ambassadeur anglais à Madrid entre 1690 et 1699.

## Biographie
Il est le plus jeune fils de Philip Stanhope (1er comte de Chesterfield) et de sa seconde épouse, Anne, fille de Jean "Lusty' Pakington. Il fait ses études au Collège d'Exeter, et est diplômé en 1654.
Il épouse Catherine Burghill, fille d'Arnold Burghill de Thingehill Parva. Ils ont plusieurs enfants, dont:
1. James Stanhope, 1er comte Stanhope (b 1674 – 5 février 1721) marié le 24 février 1713 à Lucy Pitt, fille de Thomas Pitt de Boconnoc
2. Philip Stanhope, (mort le 28 septembre 1708) capitaine de la marine royale
3. Edward Stanhope, (mort le 23 décembre 1711) colonel de l'armée britannique
4. Marie Stanhope (1686 – 30 août 1762) mariée le 12 décembre 1707 à Charles Fane, 1er vicomte Fane

Son fils James Stanhope, un célèbre général, est parfois considéré comme le premier Premier Ministre de la Grande-Bretagne entre 1717 et 1721.
Il est un Gentilhomme Huissier de la Reine. Il est Envoyé extraordinaire en Espagne (1689-1706) et Envoyé aux États Généraux.
Il est élu Fellow de la Royal Society en mai 1663 